# Distrito Escolar Unificado de Marysville

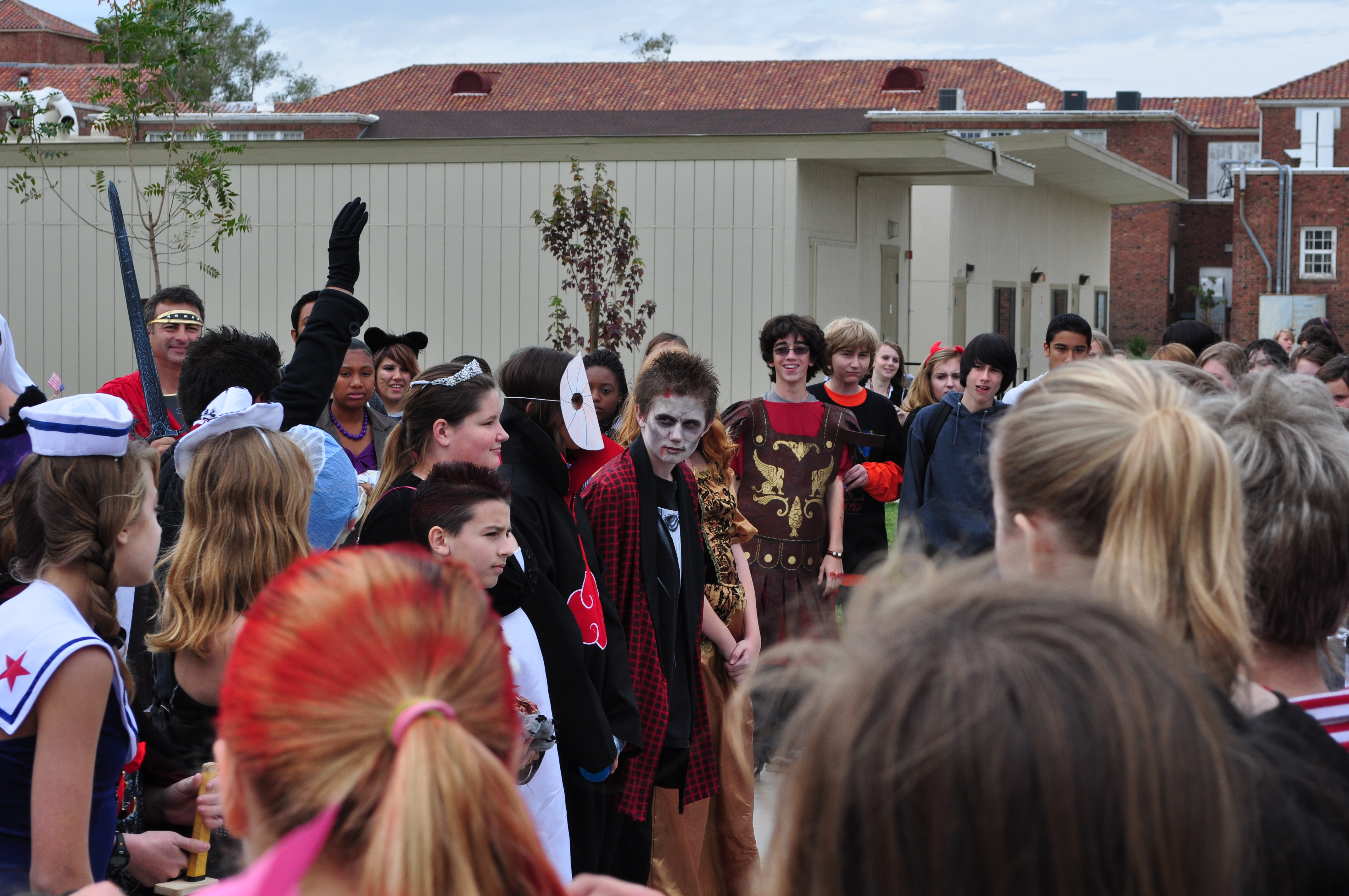
Academia Charter de las Artes de Marysville.

El Distrito Escolar Unificado de Marysville (Marysville Joint Unified School District) es un distrito escolar del Condado de Yuba, California. Tiene su sede en Marysville. Sirve Marysville, Linda, Olivehurst, Challenge-Brownsville, Dobbins, Loma Rica, y una parte de Plumas Lake.